# Lennonville
Lennonville is een spookdorp in de regio Mid West in West-Australië.

## Geschiedenis
In november 1894 vonden de goudzoekers Lennon en Palmer goud in de streek. Er ontwikkelde zich een dorp dat naar Lennon werd vernoemd. In 1896 vroeg de 'Lennonville Progress Committee' om het dorp te erkennen. In 1898 stichtte de overheid Lennonville officieel. Dat jaar werd er ook een spoorwegstation op de lijn tussen Mullewa en Meekatharra geopend.
Het dorp bloeide tussen 1897 en 1906. Op haar hoogtepunt telde Lennonville drieduizend inwoners en vijf hotels. Het was toen belangrijker dan Mount Magnet en Boogardie. Nadat een zware brand door de hoofdstraat raasde begon echter een uittocht. Tegen de Eerste Wereldoorlog was het dorp verlaten.
De spoorweg tussen Mullewa en Meekatharra die Lennonville aandeed werd in 1978 uit dienst genomen.

## Beschrijving
Het spookdorp maakt deel uit van het lokale bestuursgebied (LGA) Shire of Mount Magnet, waarvan Mount Magnet de hoofdplaats is. Het voormalige spoorwegperron is het het meest zichtbare overblijfsel van Lennonville. In de omgeving kan mijn verscheidene verlaten goudmijnen in dagbouw bezichtigen.
Lennonville ligt nabij de Great Northern Highway, 576 kilometer ten noordnoordoosten van de West-Australische hoofdstad Perth, 185 kilometer ten zuidzuidwesten van Meekatharra en 14 kilometer ten noorden van het gelegen Mount Magnet.

## Klimaat
Lennonville kent een warm woestijnklimaat, BWh volgens de klimaatclassificatie van Köppen.